# 機動戦士ガンダム バニシングマシン
『機動戦士ガンダム バニシングマシン』（きどうせんしガンダム バニシングマシン）は、近藤和久による日本の漫画作品。角川書店の漫画雑誌『ガンダムエース』にて、休載を挟みつつ2006年2月号から2010年7月号まで連載された。

## 概要
「歴史の中で消え去っていった兵器たち」をテーマとし、主にアニメ『機動戦士ガンダム』で描かれた一年戦争を舞台に、戦局に翻弄された地球連邦軍とジオン公国の名も無き兵士たちの戦いを交えて描く連作短編集で、ミリタリー色の強い内容となっている。
『ガンダムエース』連載時の題名は『バニシングマシン』であったが、単行本化の際に改題された。同誌2006年12月号をもって連載は終了し、2008年2月号より『新バニシングマシン』として連載が再開されるが、単行本化では引き続き前述の題名のまま続刊された。『バニシングマシン』では各メカニック群を題材に漫画に解説を加えたオムニバス形式の内容であり、時代設定も多岐にわたったが、『新』では舞台を一年戦争の地上戦に特化しており、メカニック群の解説よりもストーリー性を強めた長編の内容に変更された。
なお、増刊『Ζガンダムエース』にて本作の連載に先行して発表されたグリプス戦役を題材にした外伝的作品は、単行本第1巻に収録されている。

## 登場人物
エシュメル
Vol.011に登場。アナハイム・エレクトロニクスのMS設計者で、周囲の反対を受けながらも可変機構の開発を行っていた。
メラニー会長からの信頼が厚く、エゥーゴがティターンズから奪取した技術の提供を受け、Ζガンダムの開発を成し遂げる。
ルキ
Vol.012に登場。ジュピトリスに所属する作業用MSのパイロットで、パプテマス・シロッコが開発した試験機003のテストを担当する。
シロッコの言動に不信感を抱いているほか、ニュータイプであることが示唆されており、シロッコが行動する度に不穏な「風」を感じ取っている。
ナターシャ
シーン1から登場。金塊を搭載したコムサイの女性ナビゲーター、階級は中尉。墜落したコムサイ乗員の中では唯一軽傷だった為、パイロット代理を務める。
任務に忠実で、ジオンの地上部隊に対しても発砲するなど険悪な雰囲気だったが、任務達成後はブラウンと握手を交わしながら笑みを浮かべていた。
ブラウン
シーン2から登場。ジオン陸軍極地方面隊第66部隊の指揮官で右頬に傷痕を持つ男性、階級は大尉。
金塊に目がくらんだ部下を諌めるなど理知的だが、重傷患者より金塊輸送を優先する上官に反抗する気概を持つ。一方、いつも貧乏くじを引かされることをぼやいている。
同作者の『MS戦記 機動戦士ガンダム0079外伝』や『機動戦士ガンダム ジオンの再興』にも同名の人物が登場するが関連性は不明（少なくとも前者とは外見や一年戦争時の階級、所属部隊などが大きく異なる）。
ブレード
シーン3から登場。ブラウン大尉の部下で黒髪ポニーテールの髪型が特徴の男性。
腰に日本刀を帯刀しており剣術に優れるほか、爆薬を装填した弓矢でモビルスーツに立ち向かうなど戦闘能力が高い。ブラウンと同様、戦友の為なら上官に剣を抜く気概を持つ。
サベージ
シーン9から登場。地球連邦軍の戦艦レイテ艦長で、オデッサ作戦の際には上陸部隊のために砲撃支援を行った。
マクレーン率いる輸送船団の支援に駆け付け、多数の敵機を撃退するがレイテも大きな被害を被ってしまう。退艦命令を出し、自らは沈みゆくレイテと運命を共にしようとしたが、ハードヘッドが救援に駆け付けた事で難を逃れる。マクレーンが女性である事には驚いていた。
マクレーン
シーン9から登場。連邦軍輸送船団旗艦であるフリゲート艦ハードヘッドの艦長を務める女性。レイテの事は老朽艦と侮っていたが、船団をロリアンに届けた後は自らもレイテの救援に向かう。
ヤーコブ
シーン17から登場。ジオンの義勇軍部隊ヤーコブ隊の隊長。階級は大尉。乗機はグフ飛行試験型。
ジオン独立の思想に共鳴して義勇兵になったが、故郷のサイド6がジオンの虐殺で全滅したことに罪悪感を抱いている。上官に義勇軍を正規軍として扱うよう主張するも受け入れられず、完全に見下された発言と共に捨て駒のような任務を与えられる。それでも必死に連邦軍を食い止め続けたが、最期はジム・スナイパーの狙撃を受けて戦死した。
ハンス
シーン17から登場。ジオン軍補給隊の士官で、サイド6出身の母親を持つ。階級は大尉。
正規兵だが前述の出自のためかヤーコブ隊に同情的で、彼らを支援するために自らの権限を駆使し、横領と非難されるほど大量の補給物資を残していった。
キッド
シーン18から登場。ヤーコブ隊でトラップの設営を担当した隊員。
楽観的な性格で食料調達が上手い。連邦の大部隊が押し寄せる中、故障したミサイルランチャートラップを修理して敵部隊撃退に貢献するが、陸戦型ジムに発見され射殺された。
ポランスキー
シーン18から登場。ヤーコブ隊隊員でザクトレーラーキャノン（ザクキャノン部分）のパイロット。
砲撃で多数の敵機を食い止めたが、被弾によりキャノン砲が誘爆したうえ武器庫の爆発に巻き込まれて爆死した。
ボーイ
シーン20から登場。ヤーコブ隊隊員でザクトレーラーキャノン（トレーラー部分）の操縦者。
ザクキャノンが爆発した衝撃でトレーラーが横転したうえ、不運にも転落先が自軍の武器庫だったため武器弾薬を巻き添えに爆死した。

## エピソード一覧

### バニシングマシン
Vol.001「死神の鎌が真空を斬る」
ジオン軍はモビルスーツ型兵器に更なる火力と機動力を求め、より強大な兵器モビルアーマーを開発していた。ザクレロもそんな時代のあだ花の一つである。
Vol.002「虚空からの叫び」
ジオンの戦車隊を退けた連邦軍の調査隊は、戦場に遺されていた航空機用のエンジンに困惑する。それはマゼラアタックの分離形態「マゼラトップ」の残骸だった。
Vol.003「アマゾンに住む幻獣」
ジオンの水陸両用モビルスーツ最後の機体であるゾック。その巨体から実用性を疑う声もあったが、9門ものメガ粒子砲を同時発射可能な火力はジャブロー攻略作戦に大きく貢献したという。
Vol.004「南南西に進路を取れ！」
オデッサ作戦の最中、伸びきった連邦軍の補給線を叩くためにジオンはワッパ、キュイなどの戦闘車両を駆使して地上戦を仕掛けた。
Vol005「ウルフ・バックストライク」
大気圏突入カプセルに搭載する事を前提に開発された戦闘機ドップ。本機種のみで重力下の空中戦を戦い抜くことは困難であり、図らずもペイロードの低さを露呈する形となった。
Vol.006「眼下の敵」
ミノフスキー粒子環境下での強行偵察を目的としたMS-06Eタイプザク。その機動力はGMを遥かに上回っていた。
Vol.007「南太平洋波高し」
連邦の強大な海軍に対抗すべく、ジオンは小型船舶や潜水艦を駆使してのシーレーン切断を図った。対艦魚雷で武装化されたシーランスも連邦補給艦に果敢な攻撃を仕掛けていた。
Vol.008「鋼の棘」
地上での撤退戦を強いられるジオン軍、補給線上に取り残された重モビルスーツ・ザメルは孤立するも長距離砲撃で連邦戦車隊を次々に血祭りにあげていく。街道上の怪物というべきこの機体を仕留める為、連邦軍はガンタンクIIを出撃させる。
Vol.009「サイレントキラー」
一年戦争中、ジオンはエルメスを始めとしたサイコミュ搭載機体を多数開発していた。一方、連邦側のニュータイプ用兵器は既存のMSのパフォーマンスを引き上げたものに過ぎなかった。
Vol.010「ホワイト＆レッド」
第二次ネオジオン抗争当時、最強のモビルスーツと呼ばれたνガンダムとサザビー。両機には更なる発展強化型が存在した。
Vol.011「プロジェクトΖ」
グリプス戦役初期、アナハイム・エレクトロニクス社内では可変型モビルスーツの実現性に疑問を呈する声が大きく、開発主任エシュメルは孤立していた。しかし、ガンダムMk-IIの奪取と共に得られたムーバブルフレーム技術により、Ζガンダムの開発は飛躍的に進んでいく。かくしてゼータは鼓動を始めた。
Vol.012「吹けよ風 呼べよ嵐」
グリプス戦役初期、ジュピトリスに所属するパイロット・ルキは宇宙空間で吹くはずのない不穏な風を感じ取っていた。試作型モビルスーツのテストフライトを行っていた彼らはパプテマス・シロッコの命令により、ジオン残党軍の襲撃を受けたジャミトフ・ハイマンの救援に向かう事になったのだが……

### 新バニシングマシン
シーン1「ロジスティック」 - シーン8「リターン」
一年戦争末期、北極圏にザビ家の金塊を積んだコムサイが墜落した。偶然その場に居合わせたブラウン大尉率いるジオン陸軍は、金塊を巡る小競り合いを起こしながらもコムサイをキャリフォルニアベースに届けるべく奮闘する。しかし、彼らの武器はワッパとザクタンク、APCやコムサイの対空火器、そして隊員・ブレードの持つ日本刀や弓などごく僅かだった。
シーン9「アトランティック・クロス」 - シーン16「REVIVE（再生）」
オデッサ作戦への戦力供給のためピストン輸送を行う連邦の補給船団に対し、ジオンは水陸両用モビルスーツによる奇襲を繰り返していた。そんな中、赤いズゴック率いる大部隊の攻撃に苦しむ女性艦長マクレーンは思わぬ救援の接近を知らされる。それは「鋼鉄の伯爵」の異名を持つ時代遅れの老朽戦艦レイテだった。戦艦特有の強固な装甲と口径600ミリの三連主砲を始めとした大火力はモビルスーツ相手にも有効だったが、激しい攻撃はレイテの装甲や艤装を確実に剥ぎ取っていく。マクレーンは自らのフリゲート艦ハードヘッドを後進させ、レイテの救援に向かう。
シーン17「ODESSA GATE（オデッサの門）」 - ラストシーン「SCARECROW（案山子）」
オデッサへ向かう街道の途中、ジオン軍は大河に掛かる橋を爆破して天然の要害を構築した。義勇軍部隊ヤーコブ隊は捨て駒としてそこを死守するよう命令され、絶望的な戦いを強いられる。同情的な士官ハンス大尉によって多量の補給物資が残され、乗機のグフ飛行試験型やザクトレーラーキャノンを改修する事も出来たが、連邦の散発的な攻撃と撤退を許さないジオン上層部の命令は確実に隊を消耗させていく。やがて、戦力の枯渇したヤーコブ隊を磨り潰すかのような連邦の大規模渡河作戦が始まった。ヤーコブは最後の力を振り絞って戦う。

## 単行本
1. 2007年12月26日刊行 ISBN 978-4-04-713897-1
2. 2008年12月26日刊行 ISBN 978-4-04-715159-8
3. 2009年9月25日刊行 ISBN 978-4-04-715281-6
4. 2010年9月25日刊行 ISBN 978-4-04-715536-7